# Parc Chuit
Le parc Chuit est un jardin public de la ville Suisse de Lancy, dans le quartier de Surville au Petit-Lancy. 

## Histoire
Le parc a été nommé d'après Philippe Chuit (1er mai 1866, Genève - 30 janvier 1939, Lancy), un chimiste suisse et pionnier de la création de parfums synthétiques.
Ce parc était l'ancienne propriété de madame Thérèse Chuit-Firmenich (1875-1968), veuve de Philippe Chuit. La propriété a été achetée par la commune de Lancy en 1969. 
Le parc double de surface avec l'acquisition en 2017 par la ville de Lancy d'une grande parcelle privée située au sud du parc (parcelle n° 1652, famille Aubert, 21 860 m2, dont la villa est inscrite à l’inventaire cantonal en 1982).

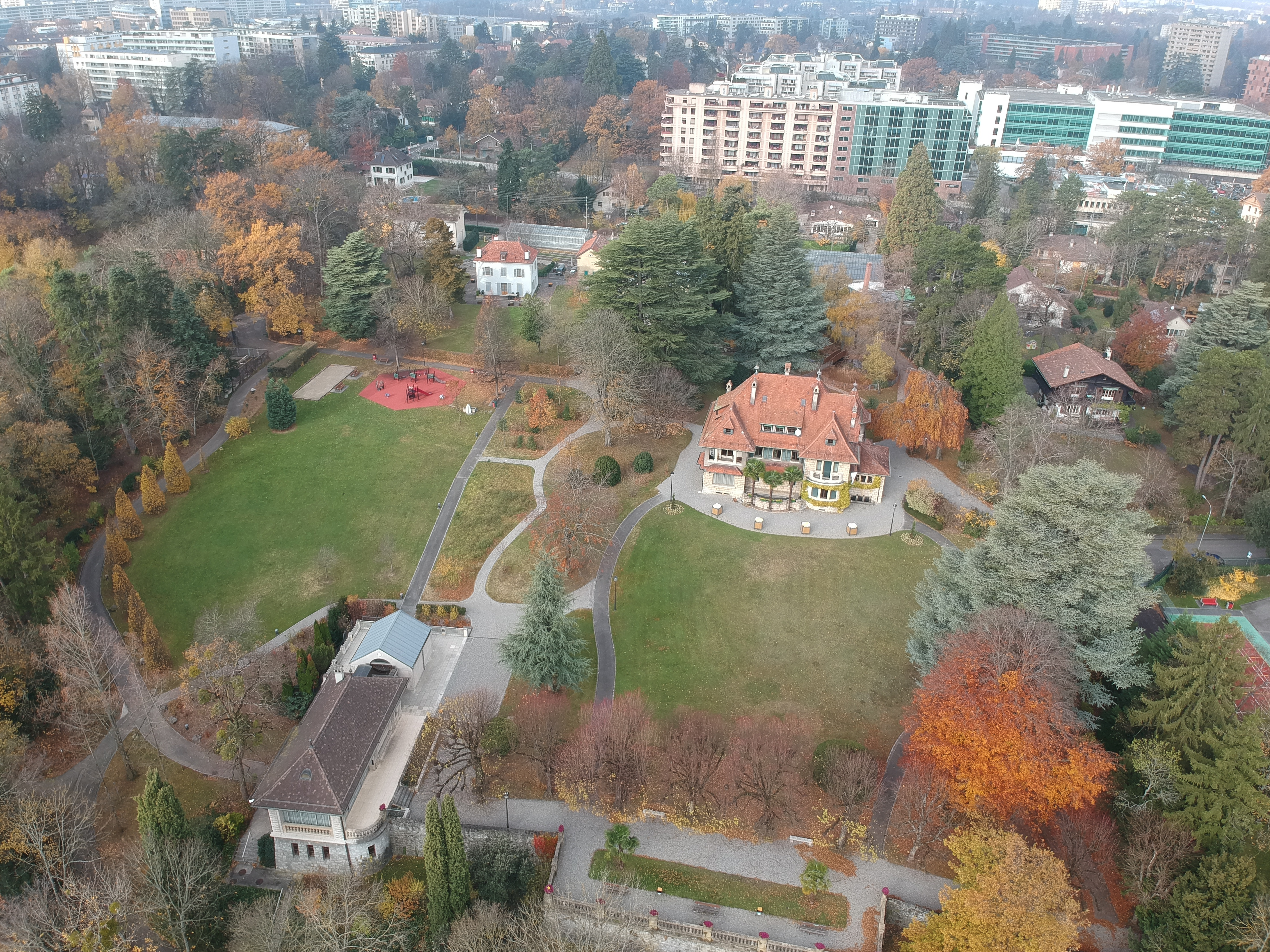
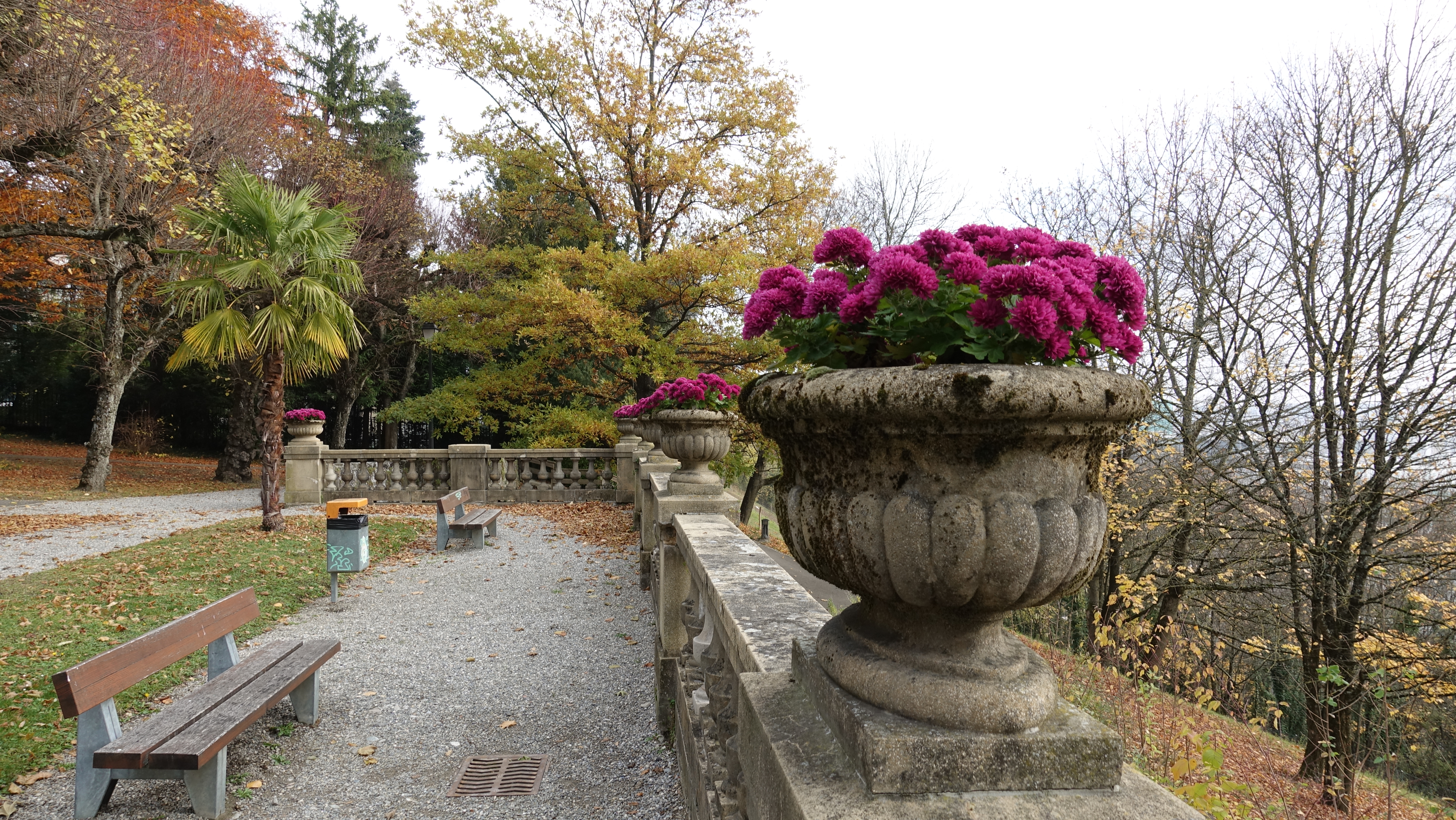
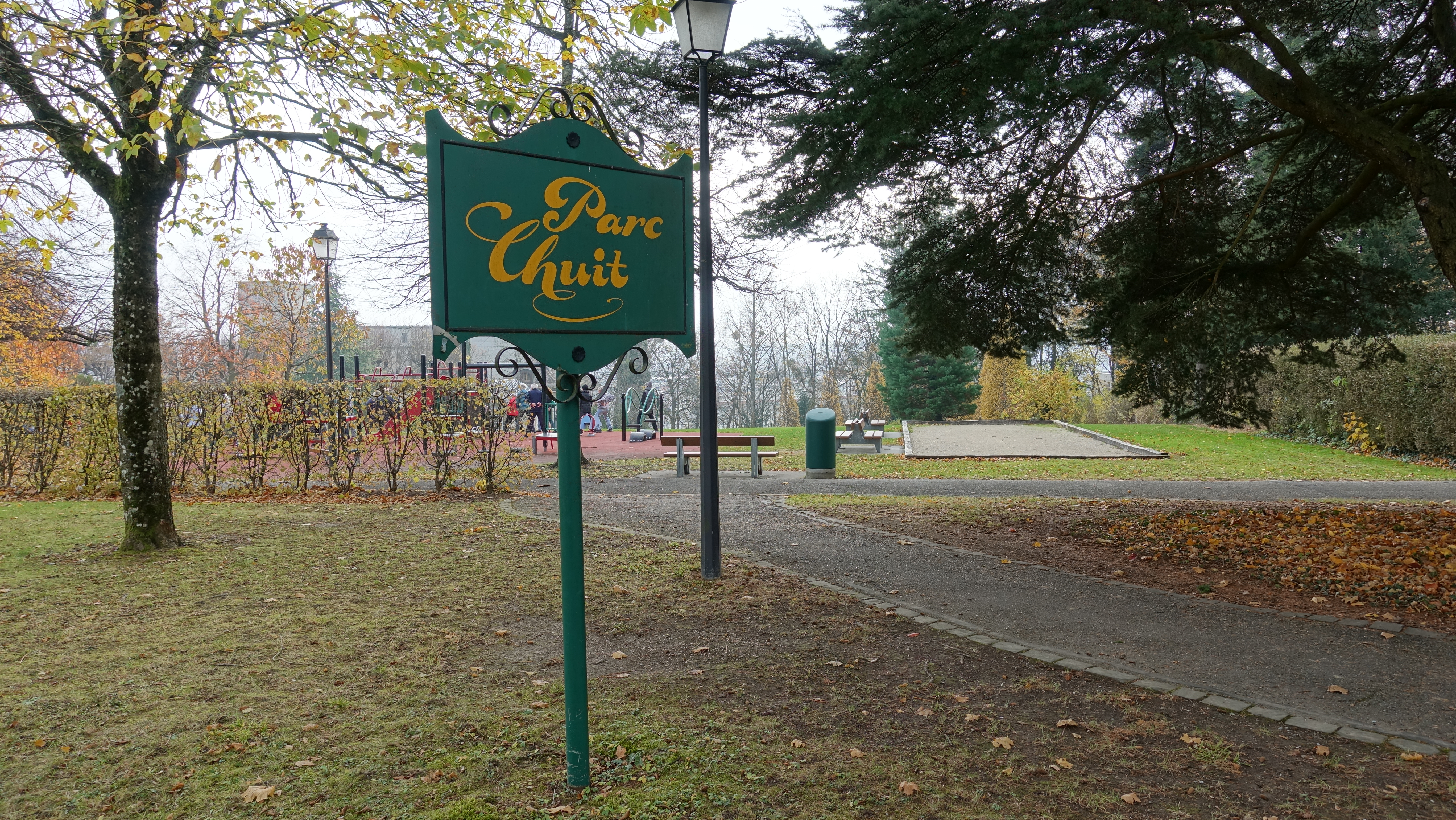
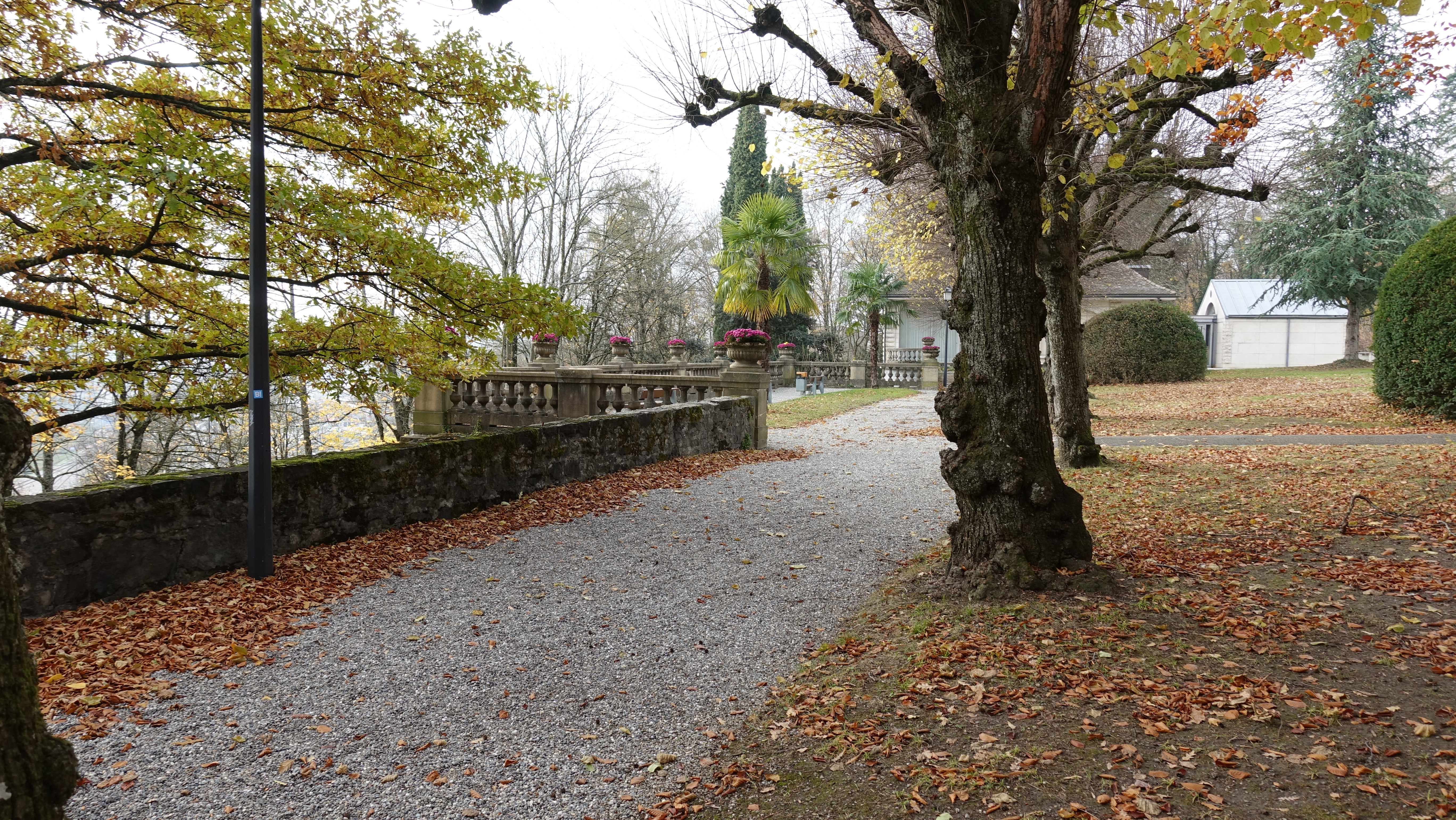
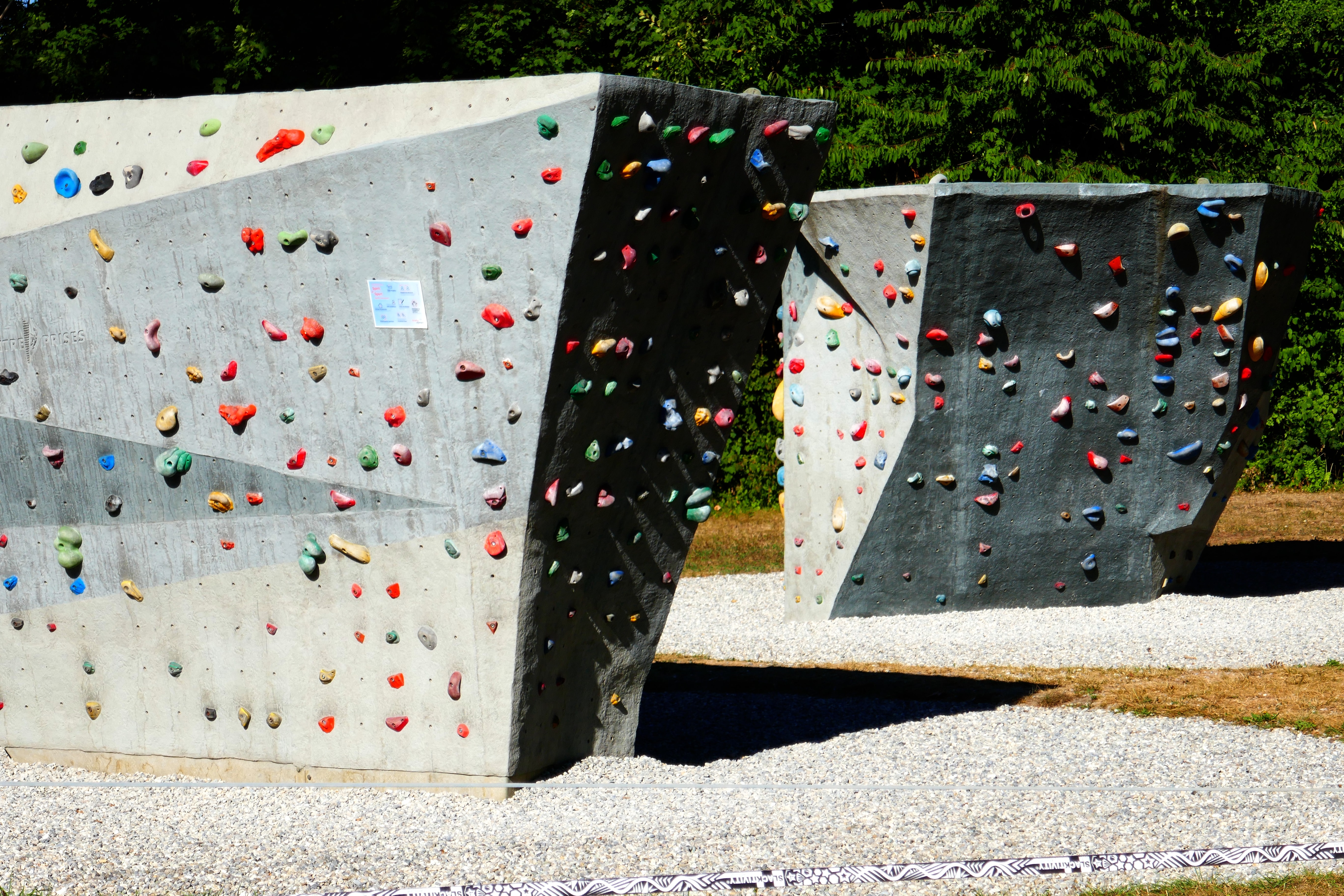
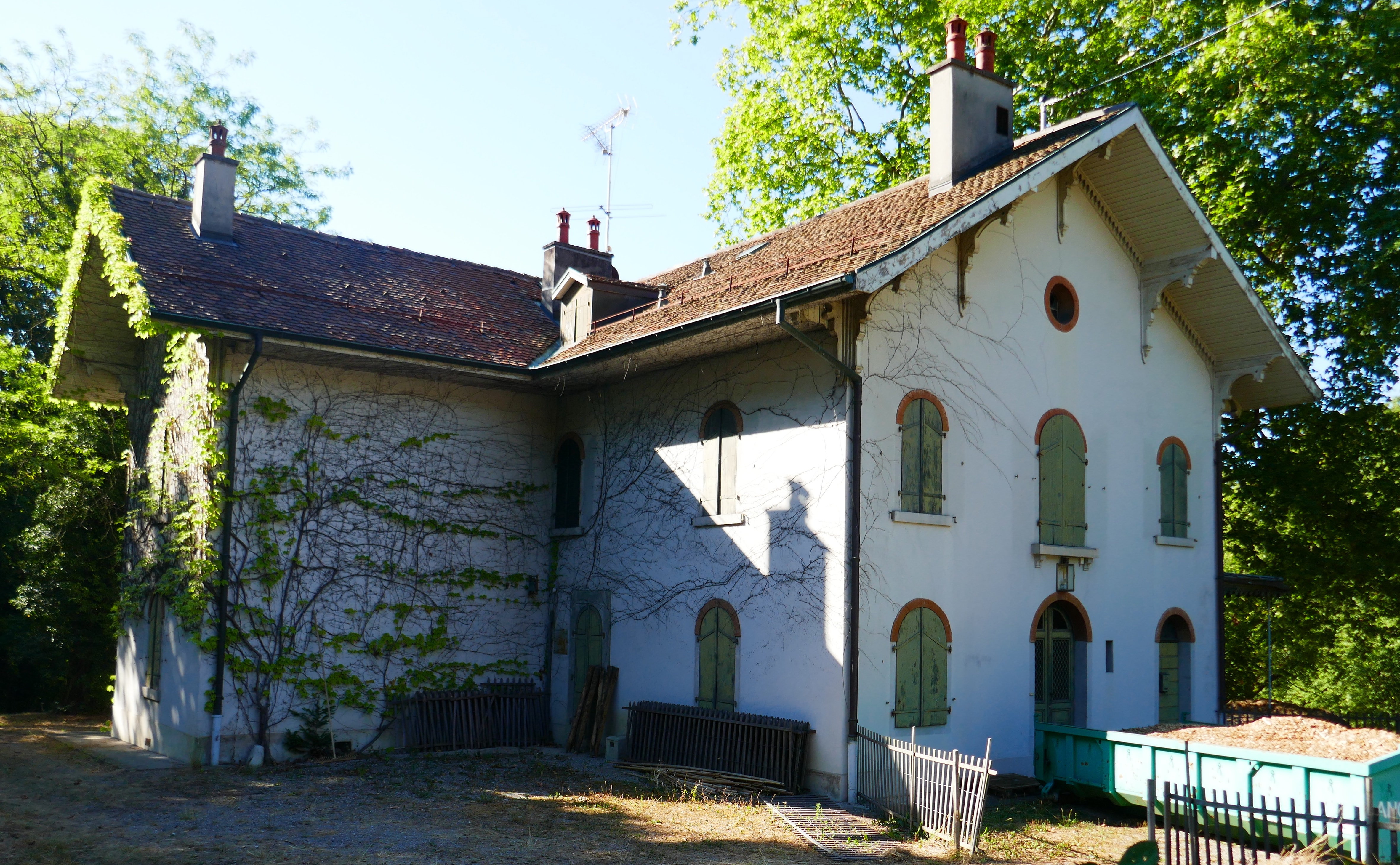